# Бестогай (Єрейментауський район)
Бестога́й (каз. Бестоғай) — село у складі Єрейментауського району Акмолинської області Казахстану. Адміністративний центр Бестогайського сільського округу.
Населення — 278 осіб (2021; 548 у 2009, 851 у 1999, 1558 у 1989).
Національний склад станом на 1989 рік:
- казахи — 57 %.

До 2007 року село називалося Ільїнка.